# مقتدر یکم هودی
مقتدربالله ابوجعفر احمد بن سلیمان بن هود دومین حاکم از دودمان هودی و ششمین حاکم ساراگوسا بود. او پس از وفات پدرش در سال ۴۳۸ قمری (۱۰۴۶ میلادی) بر تخت نشست و برای ۳۳ سال حکومت کرد. او پس از پدرش (مستعین یکم) بر تخت نشست و در سال ۱۰۸۲ پسرش، مؤتمن یکم هودی، حاکمیت را در دست گرفت.